# Lexington Avenue
Lexington Avenue est une avenue de la ville de New York.

## Situation et accès
Située dans l'arrondissement de Manhattan, elle est longue de 8,9 km et traverse les quartiers d'Harlem, Upper East Side et Midtown. Elle est située entre la Troisième Avenue et Park Avenue. 

## Origine du nom
Son nom est un hommage à la bataille de Lexington, en 1775, au début de la guerre d'indépendance des États-Unis. 

## Historique
Lexington Avenue ne faisait pas partie des rues incluses dans le Commissioners' Plan de 1811 : ainsi, les adresses des rues transversales ne commencent pas par un nombre pair, comme c'est le cas pour les avenues qui faisaient partie du plan à l'origine.
En 1832, l'avocat et promoteur immobilier Samuel Ruggles (en) demande à l'État de New York l'autorisation de créer une nouvelle avenue entre la Troisième et la Quatrième Avenue. Ruggles acheta une grande partie des terrains autour de Gramercy Park, qu'il développa comme un quartier résidentiel privé. Il nomma la portion sud, située au-dessous de la 20e rue, Irving Place, en hommage à son ami, l'écrivain Washington Irving. La partie nord, ouverte en 1836, fut nommée « Lexington Avenue ».

## Bâtiments remarquables et lieux de mémoire

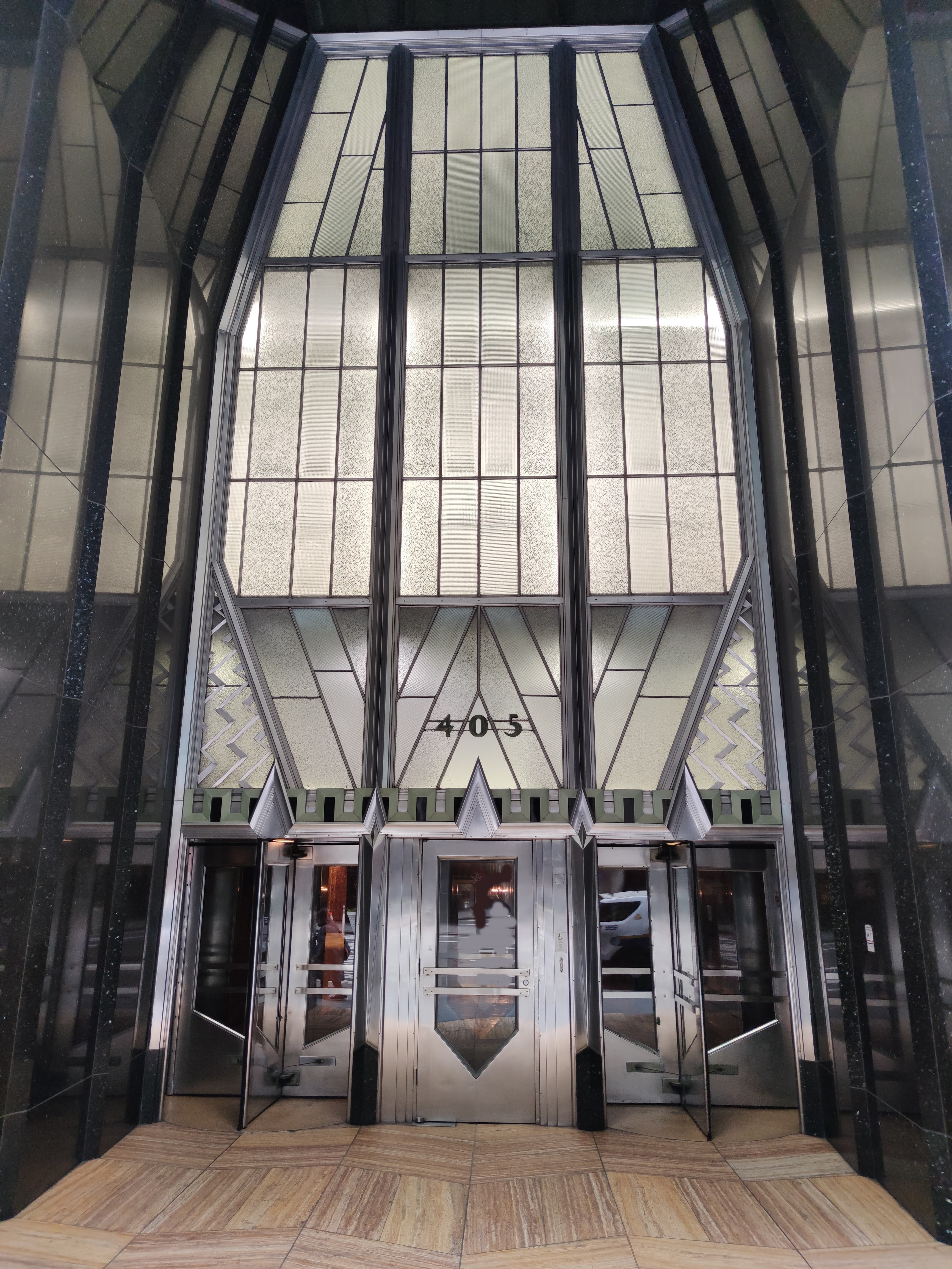
No 405 : entrée du Chrysler Building.

- Le Chrysler Building, à l'intersection avec la 42e Rue, est le building le plus célèbre de l'avenue, voire de la ville de New York, en tous cas le plus aimé de nombreux Américains ;
- le Citigroup Center situé au 601 de Lexington Avenue entre la 53e et la 54e Rue ;
- le Jazz Standard, boîte de jazz située au 116 Est Lexington Avenue (ferme ses portes en 2020) ;
- l'Église unitarienne de toutes les âmes, Unitarian Church of All Souls, au coin de la 80e Rue ;
- le Chanin Building au 122 Est, inauguré en 1929, de style art déco, inscrit au NRHP.

## Lexington Avenue au cinéma
- C'est sur Lexington Avenue (à l'angle de la 52e Rue) que fut tournée, en septembre 1954, la scène mythique de la jupe de Marilyn Monroe soulevée par une bouche d'aération de métro lors d'un été étouffant, dans le film Sept Ans de réflexion de Billy Wilder[1].